# 猿岩駅
猿岩駅（さるいわえき）は、岐阜県大垣市南市橋町にあった西濃鉄道市橋線の貨物駅である。
駅としては2022年（令和4年）に廃止され、乙女坂駅の構内に編入された。これにより市橋線の営業キロは乙女坂駅地点の1.3 kmだが、総延長自体は当駅地点の2.0 kmとなっている。

## 歴史
- 1928年（昭和3年）12月17日：美濃赤坂 - 市橋間の開業と同時に開設[4]。貨物営業のみであった[5]。
- 2006年（平成18年）3月31日：当駅 - 市橋間廃止[4]、終着駅となる。
- 2008年（平成20年）8月頃：二硫化炭素の扱いを休止。貨物駅の機能は無くなる。
- 2022年（令和4年）
  - 2月28日：乙女坂駅 - 猿岩駅間の廃止届提出[6]。
  - 9月1日：乙女坂駅 - 猿岩駅間廃止[6]。同区間（美濃赤坂起点1.83 km - 2.0 km間）は乙女坂駅構内に編入される[1]。

## 駅構造
貨物駅としての機能はほとんど無いといえる。側線と本線との分岐ポイントがあり、機関車の折り返しの機能のみである。そのため、駅というよりは信号場としての存在である。
かつては本線と2本の側線があり、2000年（平成12年）頃まで清水工業からドロマイトが積み込まれていた。積み込み設備は現存せず、線路は取り払われている。
| ← 美濃赤坂駅 | 乙女坂駅・猿岩駅・市橋駅 構内配線の変遷 |  |
| 凡例 出典:   |                                         |  |

## 取扱貨物
タンク車による大垣市内のフタムラ化学向けの二硫化炭素の着駅となっていたが2008年（平成20年）頃に運用終了している。ただし荷役運賃を取るための名義上のものにすぎず、運用末期は当駅へタンク車は入線せず、実際には石灰石ホッパ車に併結されたタンク車で美濃赤坂駅へ到着し、そこからタンクローリー車で運ばれていた。すなわち、美濃赤坂 - 猿岩間は代行輸送だったことになる。
市橋駅側の河合石灰工業からの石灰石発送は2003年（平成15年）までに終了している。

## 駅周辺
- 河合石灰工業
- 上田石灰製造
- 清水工業
- 国道417号
- 杭瀬川

## 隣の駅
西濃鉄道
市橋線
（貨）乙女坂駅 - （貨）猿岩駅
※当駅より先には市橋駅があったが、2006年（平成18年）に廃止された。